# 小牧インターチェンジ
小牧インターチェンジ（こまきインターチェンジ）は、愛知県小牧市にある東名高速道路・名神高速道路・名古屋高速11号小牧線のインターチェンジである。
なお同項目では、名古屋高速11号小牧線小牧北出入口についても記述する。

## 概要
名神高速道路と東名高速道路の起終点であり当インターより西は名神、東は東名という境界線であるが、ジャンクションではなく、両者をまたがった通行者は一本の高速道路のようにそのまま通過できる。
当該インターチェンジは名古屋高速が接続し、東名・名神高速とは連絡路で直結している。名古屋高速における小牧ICは東名・名神高速との乗り継ぎ専用であり、国道41号との出入は小牧北出入口で行う。ただし、小牧北出入口はハーフインターチェンジのため国道41号犬山方面および国道155号バイパス（村中交差点）のみアクセスできる。また、当該出入口は名古屋高速11号小牧線の終点でもあるため、これより北側については高速道路がないため国道41号を介した連絡となる。なお、小牧北入口は名古屋市内に向かう名古屋高速専用入口のため、東名、名神高速に乗り入れることは出来ない。乗り入れる場合は小牧ICを利用する。一方、東名、名神高速から名古屋高速へ乗り入れる場合は小牧北入口とは別の小牧料金所を通過する。
インターはトランペット型として設計された。名神高速のインターチェンジとしては比較的遅く構造設計されたことから他のICと異なって構想段階から現構造で計画された。本線から分流して270°方向転換して出口料金所に至るのは神戸方面からの交通となっているが、これは東名高速と中央自動車道からの重複交通によって東京方面からの流出路は交通量が多いとされ、反対に神戸方面からの利用は少ないとの判断により西側からの本線流出路に270°ループが採用されたものである。
東名高速道路の当ICから豊田JCTまでの区間および名神高速道路の当ICから養老JCTまでの区間では、利用距離あたりの高速料金が大都市近郊区間の料金水準となる。

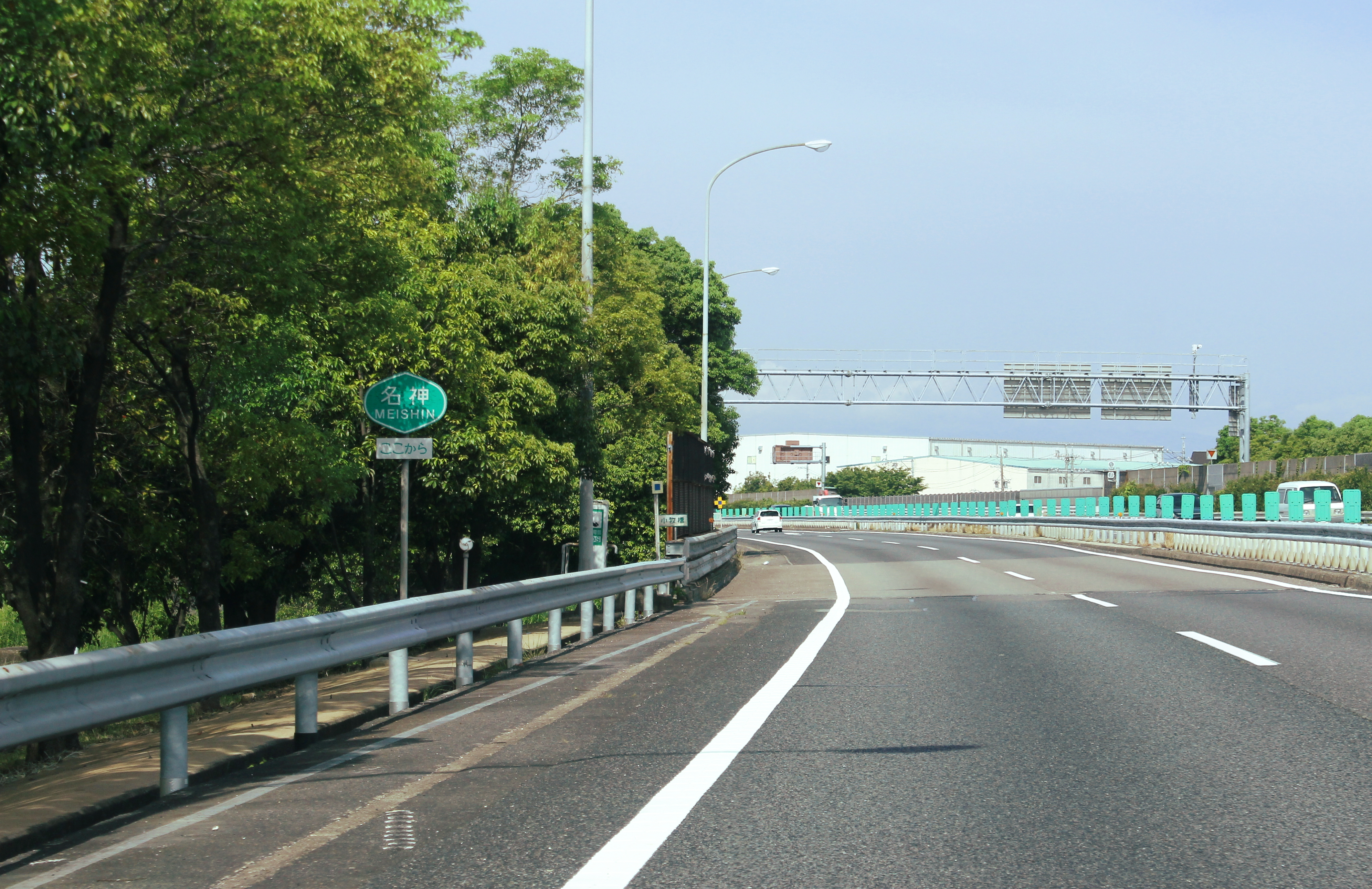
小牧IC敷地内に東名と名神の境界線がある（下り本線上の「名神 ここから」の標識）。両高速は直線で結ばれている。
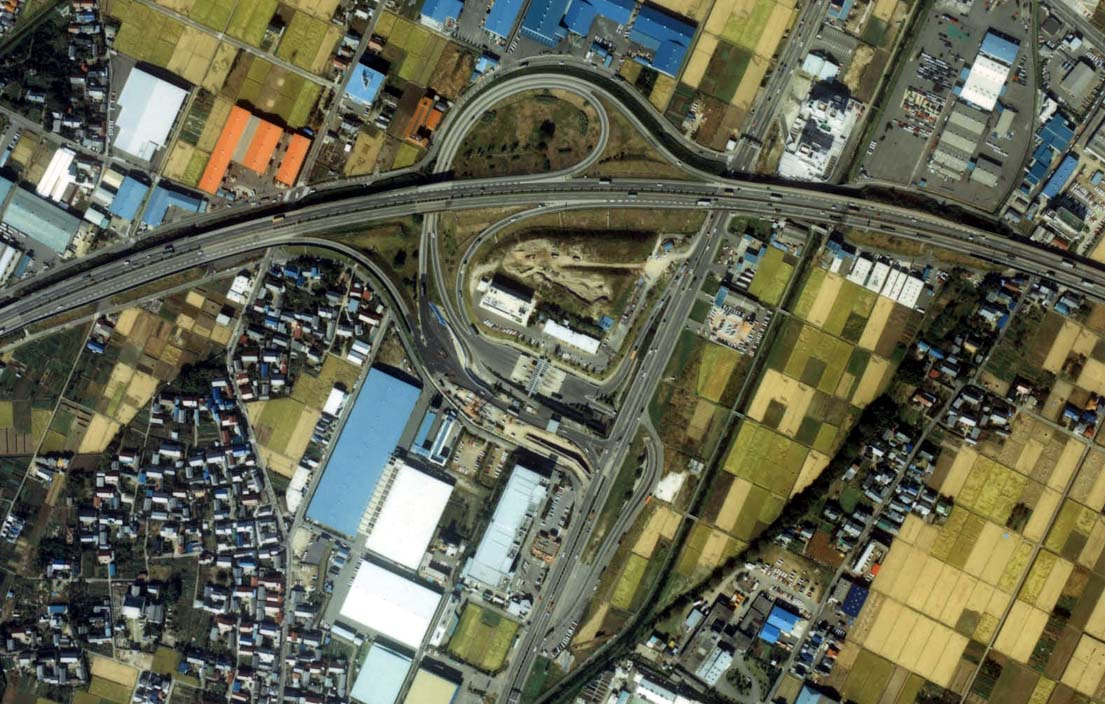
当該IC航空写真。トランペット型で270°ループは西側（画像左側）からの流出交通に対応する。国土交通省 国土地理院 地図・空中写真閲覧サービスの空中写真を基に作成。
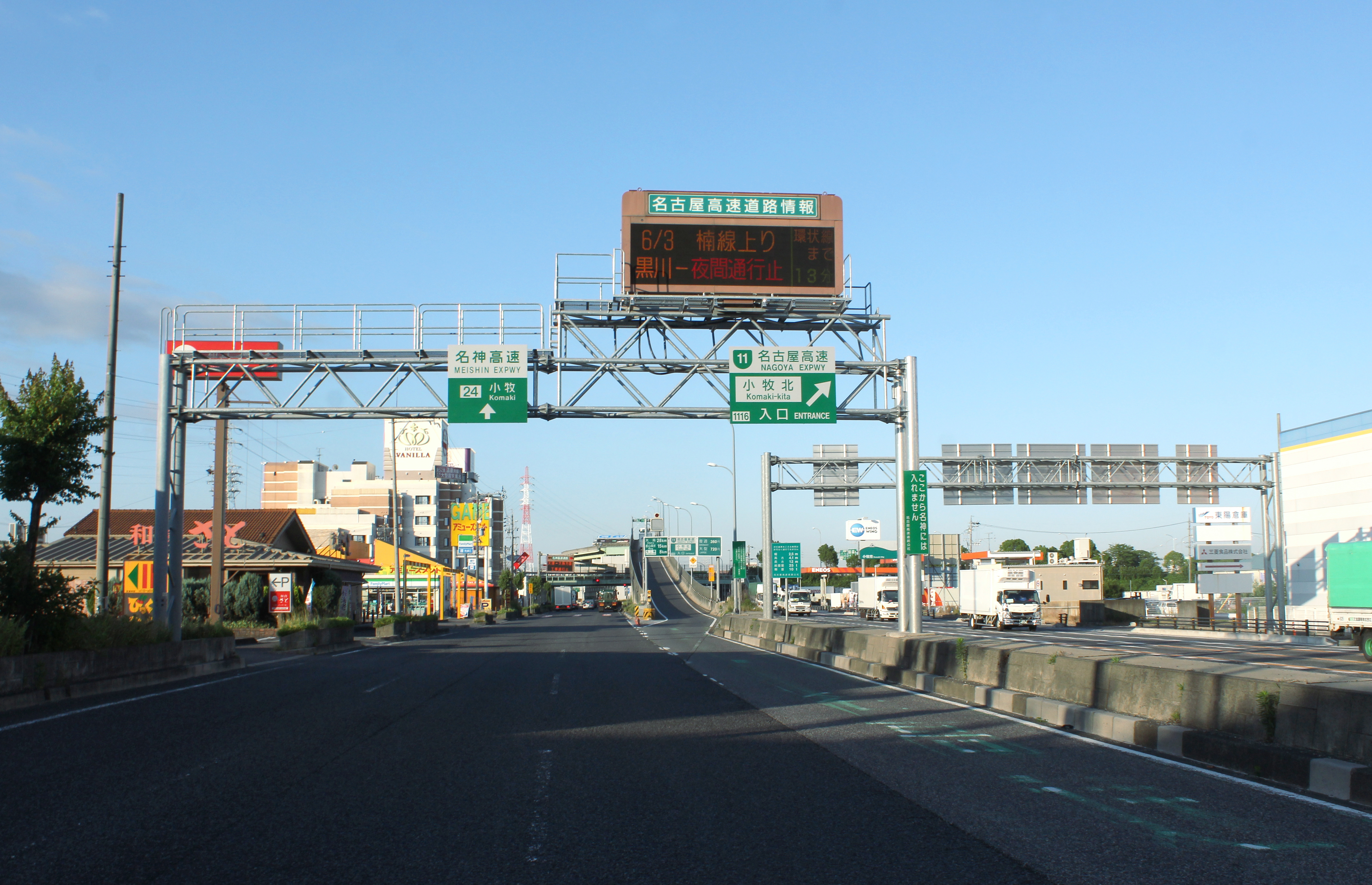
名古屋高速小牧北入口（国道41号から流入するタイプの入口）。当該入口から東名、名神へはアクセスできない。
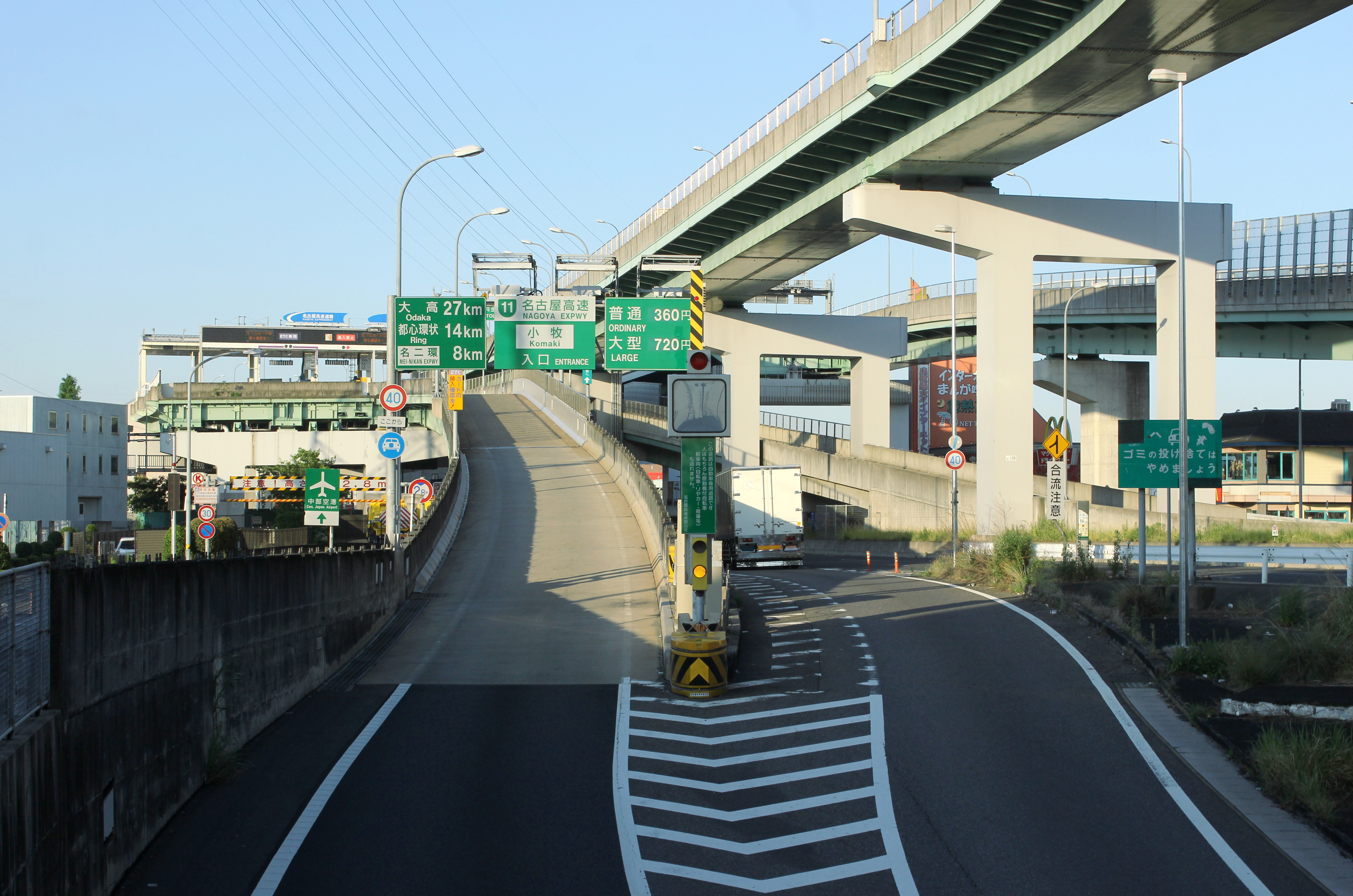
名古屋高速小牧入口（東名、名神高速から流入するタイプの入口）。右レーンは国道41号名古屋方面への出口。
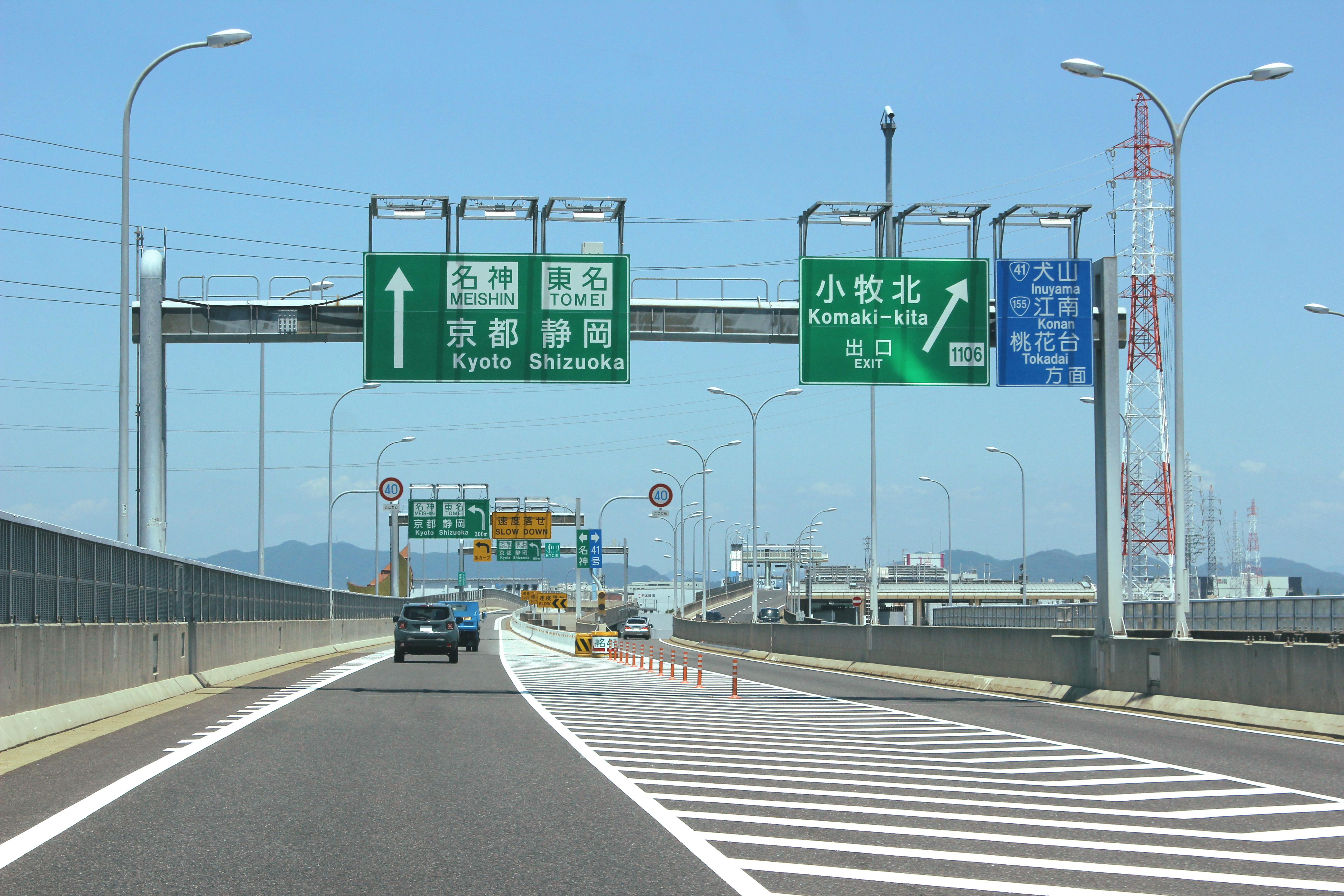
名古屋高速の小牧IC（左）と小牧北出口（右）。名神、東名との連絡は左、国道41号との連絡は右である。

## 歴史
小牧IC供用当初は名神単独のICであって、東名高速とは接続していなかった。よって、県道名古屋小牧線（現在の国道41号）の交差部で本線が途切れた状態で供用された。
当初はシングルトランペット型として完成し、接続する一般道路とは平面接続とされた。しかし、国道41号の慢性的な渋滞によって平面接続では支障をきたしたことから、日本道路公団と建設省は渋滞解消緊急改良事業（アクションプログラム）を推進し、1989年に犬山方面からの流入路を立体交差化した。さらに国道41号の往復6車線化の事業も推進され、これは1993年に完成を見ている。
2001年10月には名古屋高速11号小牧線と接続したが、この時は用地取得の遅延により東名、名神との連絡路と小牧北出口のみ開通し、小牧北入口については翌年の供用とされた。

### 年表
- 1965年（昭和40年）7月1日 ： 名神高速道路小牧IC - 一宮IC開通により供用。
- 1968年（昭和43年）4月25日 ： 東名高速道路開通により接続。
- 1989年（平成元年）3月3日 ： 犬山方面からの入口を立体交差化[11]。
- 1993年（平成5年）4月12日 ： 国道41号の豊山町と小牧市村中交差点間で往復4車線から6車線に拡幅（小牧IC接続部を含む）[12]。
- 2001年（平成13年）10月19日 ： 名古屋高速11号小牧線接続[14]。
- 2002年（平成14年）4月24日 ： 小牧北入口開通[4]。

## 周辺
- 小牧山
- 県営名古屋空港(小牧空港)：空港ターミナルビルは名古屋高速小牧線豊山北出入口が最寄。
- パークアリーナ小牧
- 小牧警察署

## 接続する道路
- 直接接続
  - 名濃バイパス（国道41号）
- 間接接続
  - 国道155号（北尾張中央道・バイパス。IC北側の村中交差点で41号と接続）

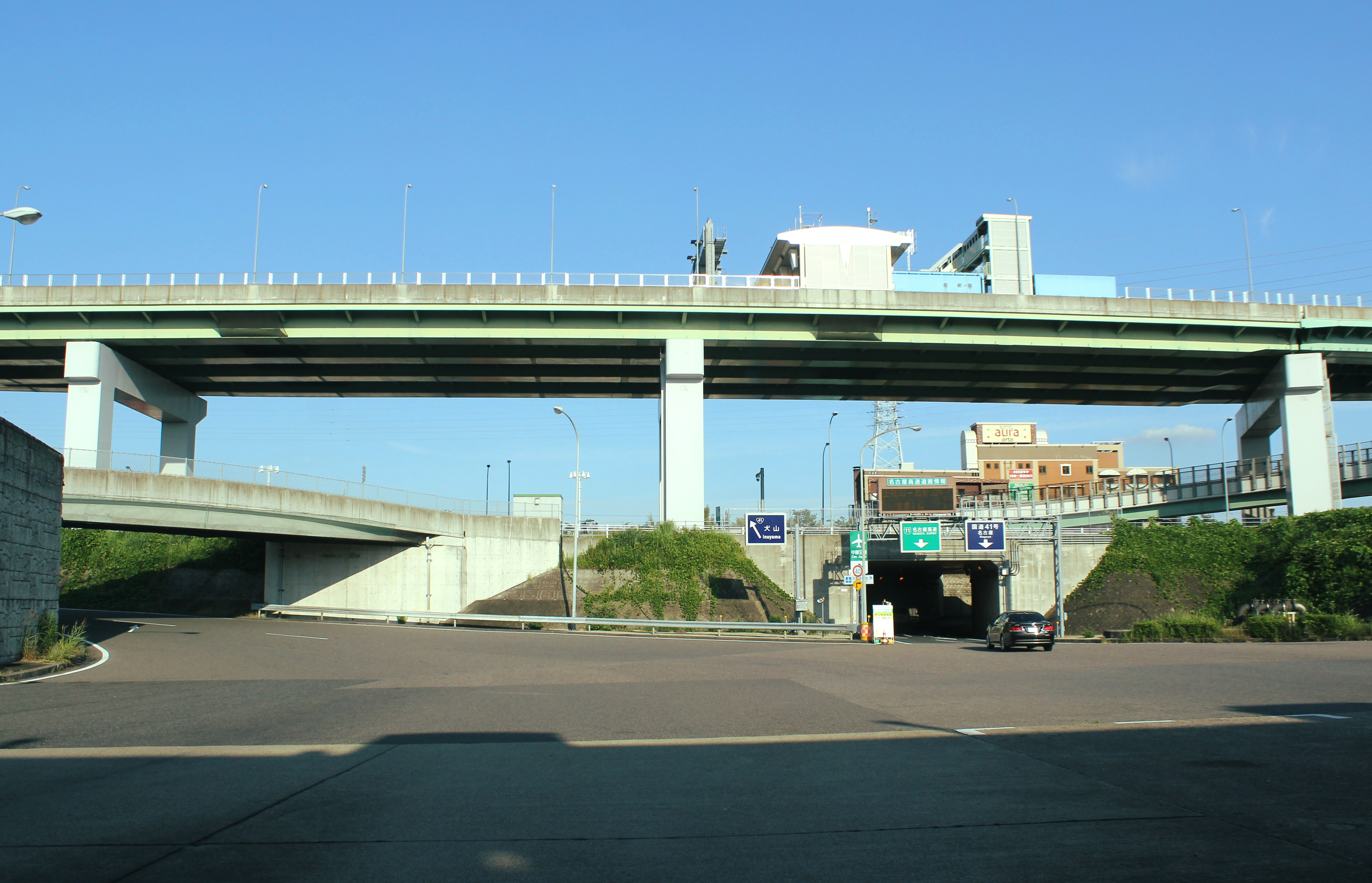
東名・名神の出口料金所通過後、名古屋高速と国道41号名古屋方面または犬山方面への分岐路が現れる。
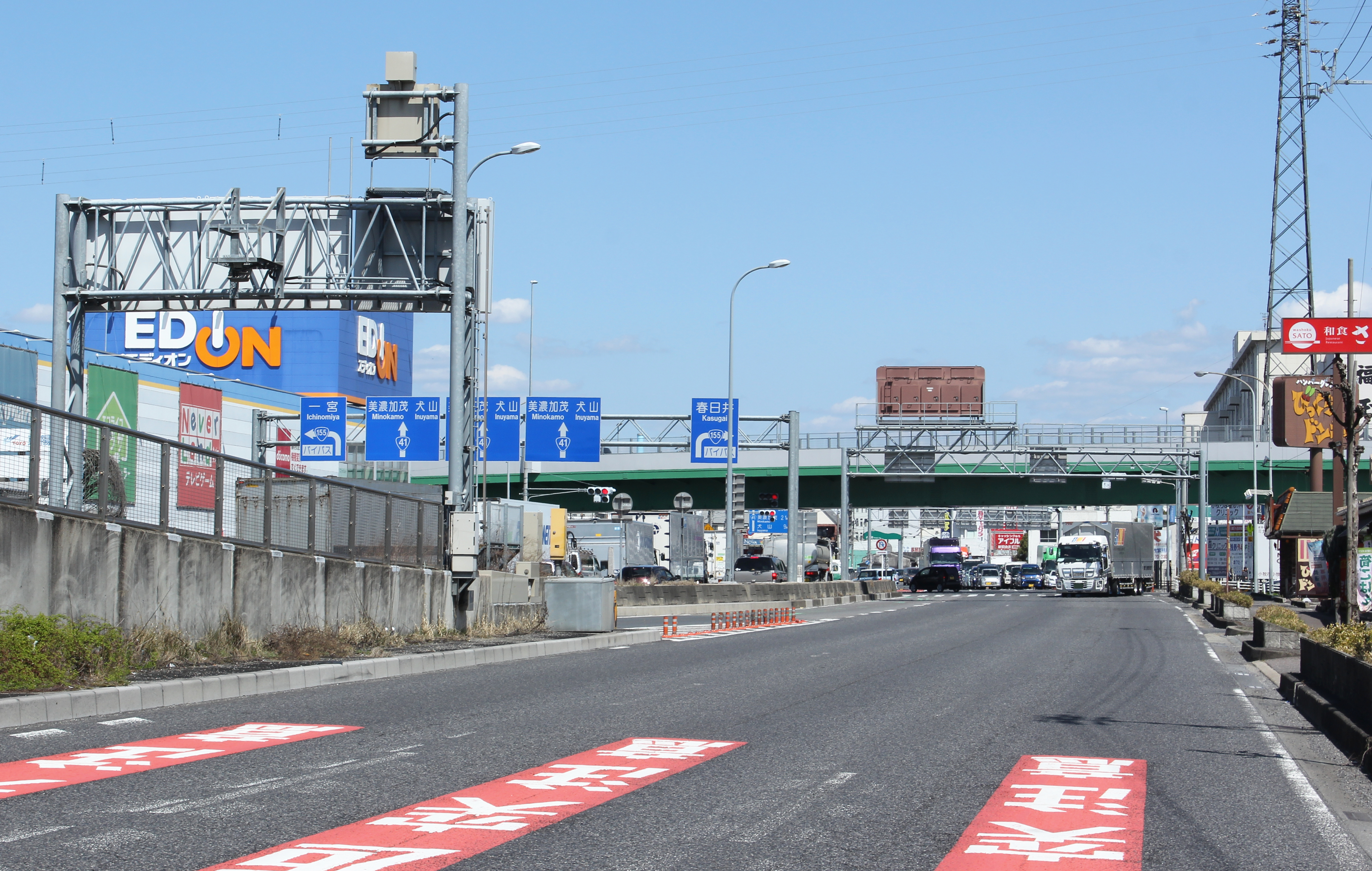
小牧北入口と国道41号。奥の交差点は村中交差点で国道155号バイパスと連絡。

## 料金所
- レーン数 ： 22

レーン運用は、時間帯やメンテナンスなどの事情により変更される場合がある。

### 小牧料金所
| 東名・名神高速の料金所。画像左が入口、同右が出口。料金所は連絡の国道41号と名古屋高速とは直角の位置関係となる。画像右に見える高架道路上の施設は名古屋高速小牧北料金所。 |  | 東名・名神高速の料金所。画像左が入口、同右が出口。料金所は連絡の国道41号と名古屋高速とは直角の位置関係となる。画像右に見える高架道路上の施設は名古屋高速小牧北料金所。 |
| 東名・名神高速の料金所。画像左が入口、同右が出口。料金所は連絡の国道41号と名古屋高速とは直角の位置関係となる。画像右に見える高架道路上の施設は名古屋高速小牧北料金所。 |  | |

- レーン数 : 16[15]

入口
- レーン数 : 5
  - ETC専用 : 2
  - ETC•一般 : 2
  - 一般 : 1

出口
- レーン数 : 11
  - ETC専用 : 4
  - 一般 : 7

### 名高速小牧料金所
| 名古屋高速の料金所。画像左が小牧北入口で国道41号接続の料金所、同右が小牧入口で東名・名神高速接続の料金所。 |  | 名古屋高速の料金所。画像左が小牧北入口で国道41号接続の料金所、同右が小牧入口で東名・名神高速接続の料金所。 |
| 名古屋高速の料金所。画像左が小牧北入口で国道41号接続の料金所、同右が小牧入口で東名・名神高速接続の料金所。 |  | |

東名・名神から名高速
- レーン数 : 3[16]
  - ETC専用：1
  - 一般 : 1
  - 一般（精算機）: 1

### 名高速小牧北料金所
一般道から名高速
- レーン数 : 3[16]
  - ETC専用：1
  - 一般 : 1
  - 休止中 : 1

## 隣
E1 東名高速道路・名神高速道路
(22) 春日井IC - (23) 小牧JCT - (24) 小牧IC - 尾張一宮PA - (25) 一宮IC
 名古屋高速11号小牧線
(1105,1115) 堀の内出入口 - (1106) 小牧北出口 - 小牧IC - (1116) 小牧北入口